# Phyllurus isis
Phyllurus isis är en ödleart som beskrevs av  Patrick J. Couper COVACEVICH och MORITZ 1993. Phyllurus isis ingår i släktet Phyllurus och familjen geckoödlor. Inga underarter finns listade i Catalogue of Life.